# Shelley Duvall

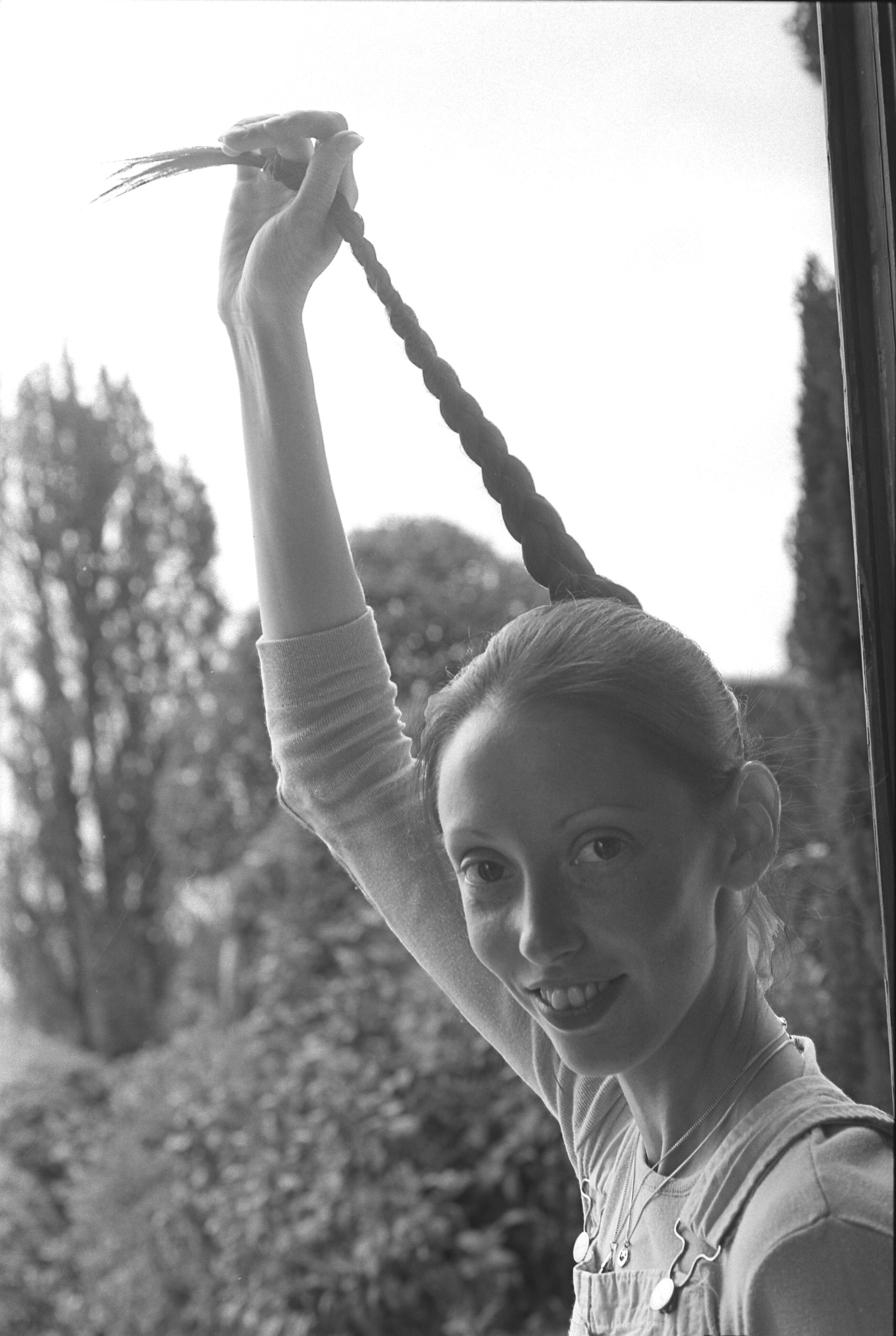
Shelley Duvall (1976)

Shelley Duvall (* 7. Juli 1949 in Fort Worth, Texas; † 11. Juli 2024 in Blanco, Texas) war eine US-amerikanische Film- und Fernsehschauspielerin sowie Fernsehproduzentin. Bekannt wurde sie durch ihre Auftritte in sieben Filmen unter Regie von Robert Altman sowie als Hauptdarstellerin im Horrorfilm-Klassiker Shining.

## Leben

### Karriere
Duvall, die Tochter eines erfolgreichen Anwalts aus Houston, wurde zufällig auf einer Party von dem Regisseur Robert Altman für den Film entdeckt. Die beiden drehten insgesamt sieben Filme zwischen 1970 und 1980. In Diebe wie wir verliebt sie sich etwa in einen von Keith Carradine gespielten Gefängnisausbrecher; in Nashville war sie die sorglose junge Frau, die lieber Partys feiert und sich mit Männern trifft, anstatt am Sterbebett ihrer Tante zu sitzen. Einer ihrer größten Erfolge war der Part der Mildred „Millie“ Lammoreaux in Robert Altmans Drama Drei Frauen (1977), für den sie den Darstellerpreis auf den Filmfestspielen von Cannes 1977 gewann und auch als beste Hauptdarstellerin von den Los Angeles Film Critics gewählt wurde. Ihr letzter Film mit Altman war Popeye – Der Seemann mit dem harten Schlag (1980), in dem sie neben Robin Williams in der Titelrolle als dessen Partnerin Olive Oyl zu sehen war.
Ihre großen, ausdrucksvollen Augen, meist entblößten Zähne und ihre dünne Statur machten sie zu einer auffallenden Persönlichkeit des New Hollywood. Nach Altman drehte sie mit weiteren renommierten Regisseuren wie Woody Allen (bei Der Stadtneurotiker), Terry Gilliam (bei Time Bandits) und Tim Burton (bei Frankenweenie). Ihre wohl berühmteste Rolle spielte sie als Wendy in Stanley Kubricks Horrorfilm Shining aus dem Jahr 1980. Darin war sie an der Seite von Jack Nicholson als dessen Ehefrau zu sehen, die sich gegen die Mordversuche ihres verrückt gewordenen Ehemannes zur Wehr setzen muss. Die Dreharbeiten beschrieb Duvall später als traumatisierend, da sie in vielen Szenen intensive Todesangst spielen musste und das emotional sehr zermürbend war, der perfektionistische Kubrick aber stets Dutzende Aufnahmen verlangte.

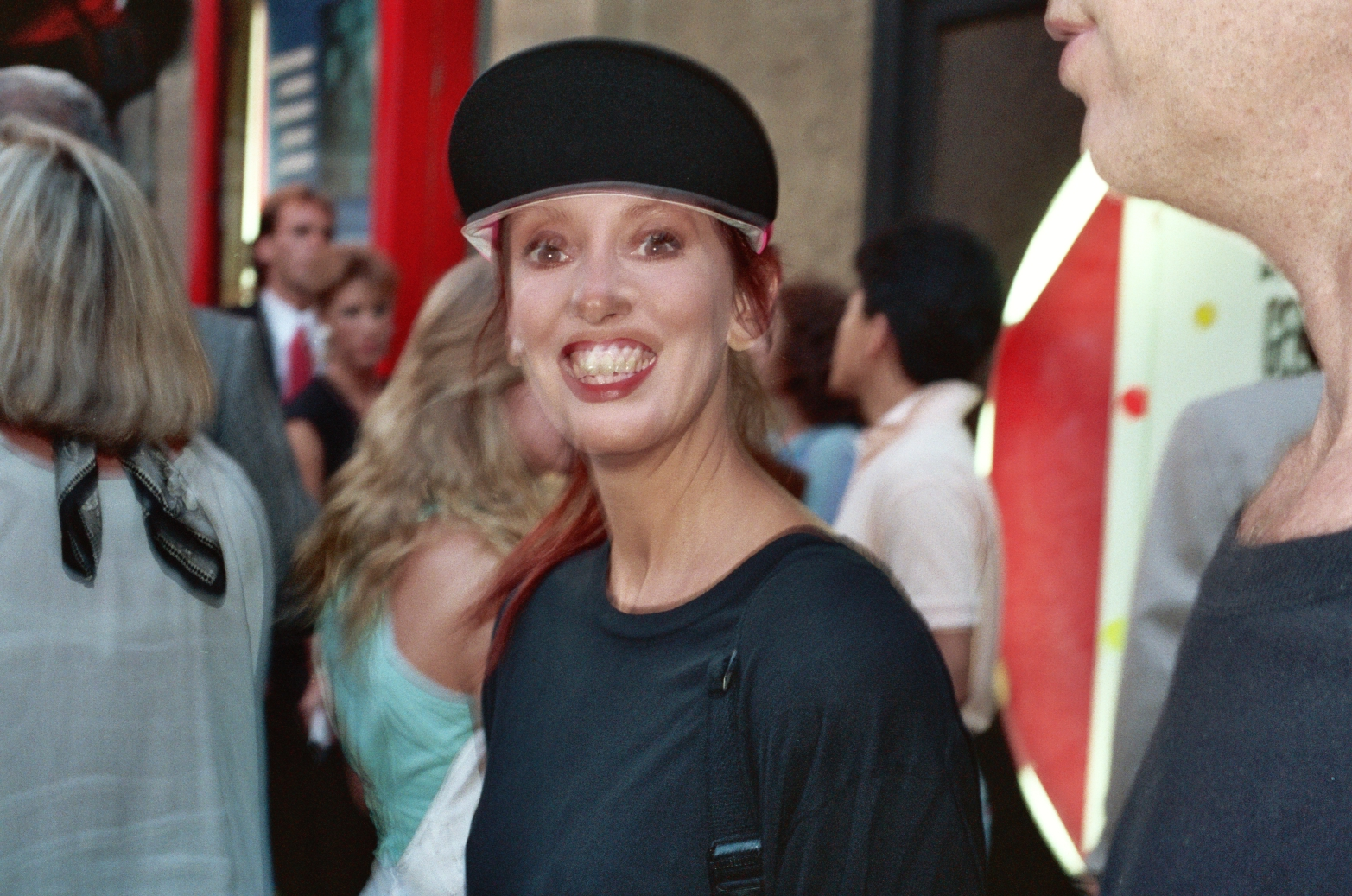
Shelley Duvall (1990)

Anfang der 1980er-Jahre begann Duvall, vermehrt Fernsehsendungen für Kinder zu produzieren, zumeist Märchen, in denen sie auch selbst mitspielte. So war sie die Ideengeberin, Gastgeberin und oftmalige Hauptdarstellerin der Kinder- und Jugendserien Faerie Tale Theatre (1982–1987) und Tall Tales & Legends (1985–1987) und Shelley Duvall's Bedtime Stories (1992). Außerdem entwarf und produzierte sie die 1989 ausgestrahlte Horrorserie Nightmare Classics, deren Zielpublikum Jugendliche und junge Erwachsene waren. Ihre Tätigkeiten als Fernsehproduzentin brachten ihr den Peabody Award sowie zwei Nominierungen für den Emmy Award ein.
In den 1990er-Jahren übernahm sie einige Nebenrollen in Kinofilmen, so in Steven Soderberghs Die Kehrseite der Medaille (1995) und Jane Campions Henry-James-Verfilmung Portrait of a Lady (1996). Für über zwei Jahrzehnte war ihr letzter Film Manna from Heaven unter Regie der feministischen Filmemacherin Gabrielle Burton aus dem Jahr 2002. Im Oktober 2022 kehrte sie kurzzeitig als Schauspielerin für den Horror-Thriller The Forest Hills unter der Regie von Scott Goldberg zurück.

### Privatleben
Von 1970 bis 1974 war Duvall mit dem Künstler Bernard Sampson verheiratet. Während der Dreharbeiten zu Der Stadtneurotiker von Woody Allen lernte Duvall den Sänger Paul Simon kennen. Die Beziehung hielt zwei Jahre und endete, als Duvall Simon ihre Freundin, die Schauspielerin Carrie Fisher, vorstellte und Simon in der Folge mit Fisher eine neue Beziehung einging. Auf die Beziehung mit Paul Simon folgte die Verlobung mit dem Schauspieler Stanley Wilson. Über eine Heirat wurde aber nichts bekannt.
Im Jahr 2016 gewährte Duvall, die sich seit ihrem letzten Film 2002 aus der Öffentlichkeit zurückgezogen hatte, dem amerikanischen Fernsehmoderator und Psychologen Phil McGraw ein Fernsehinterview. In diesem machte sie ihre psychische Krankheit öffentlich. McGraw wurde anschließend dafür kritisiert, Duvall in ihrem schwierigen Zustand der Öffentlichkeit präsentiert zu haben. Dem Hollywood Reporter gab Duvall, die zuletzt im ländlichen Texas lebte, im Februar 2021 ein weiteres ihrer seltenen Interviews.
Duvall starb am 11. Juli 2024 im Schlaf an den Folgen von Diabetes in ihrem Zuhause in Texas. Der Musiker Dan Gilroy war von 1989 bis zu ihrem Tod ihr Lebensgefährte.

## Filmografie
- 1970: Nur Fliegen ist schöner (Brewster McCloud)
- 1971: McCabe & Mrs. Miller
- 1973: Cannon (Fernsehserie, 1 Folge)
- 1973: Wo die Liebe hinfällt (Love, American Style, Fernsehserie, 1 Folge)
- 1974: Diebe wie wir (Thieves Like Us)
- 1975: Nashville
- 1976: Baretta (Fernsehserie, 1 Folge)
- 1976: Buffalo Bill und die Indianer (Buffalo Bill and the Indians, or Sitting Bull’s History Lesson)
- 1976: Bernice Bobs Her Hair (Kurzfilm)
- 1977: Drei Frauen (3 Women)
- 1977: Der Stadtneurotiker (Annie Hall)
- 1977: Saturday Night Live (Fernsehserie, 3 Folgen)
- 1980: Shining
- 1980: Popeye – Der Seemann mit dem harten Schlag (Popeye)
- 1981: Time Bandits
- 1982: Steve Martin’s Twilight Theater (Fernsehfilm)
- 1982–1986: Große Märchen mit großen Stars (Shelley Duvall’s Faerie Tale Theatre, Fernsehserie, als Produzentin und Schauspielerin)
- 1984: The Secret World of the Very Young (Fernsehfilm)
- 1984: Booker (Kurzfilm)
- 1984: Frankenweenie (Kurzfilm)
- 1985–1987: Shelley Duvall’s Tall Tales and Legends (Fernsehserie, als Produzentin und Gastgeberin)
- 1986: Popples (Kurzfilm, als Produzentin)
- 1986: Lily (Fernsehfilm)
- 1986: Mr. Bill's Real Life Adventures (Fernsehfilm, als Produzentin und Schauspielerin)
- 1986: Unbekannte Dimensionen (The Twilight Zone, Fernsehserie, 1 Folge)
- 1987: Roxanne
- 1987: Earthquake Survival (Dokumentarfilm, als Gastgeberin)
- 1988: Frog (Fernsehfilm, als Produzentin und Schauspielerin)
- 1989: Klassiker der unheimlichen Art (Nightmare Classics) (Fernsehserie, als Produzentin)
- 1989: Dinner at Eight (Fernsehfilm, als Produzentin)
- 1990: Mother Goose Rock ‘n’ Rhyme (Fernsehfilm, als Produzentin und Schauspielerin)
- 1990: Cinderella (Band): Shelter Me (Musikvideo)
- 1990: Hulkamania Forever (Dokumentarfilm)
- 1990: The Chipmunks: Rockin' Through the Decades (Dokumentarfilm)
- 1991: Stories from Growing Up (Fernsehpilot, als Produzentin)
- 1991: Die Mütter-Mannschaft (Backfield in Motion) (Fernsehfilm, als Produzentin)
- 1991: Der Ritter aus dem All (Suburban Commando)
- 1992: Bradburys Gruselkabinett (The Ray Bradbury Theater, Fernsehserie, 1 Folge)
- 1992: Zwei Frösche auf der Highschool (Frogs!) (Fernsehfilm)
- 1992–1993: Shelley Duvall’s Bedtime Stories (Fernsehserie, als Produzentin und Gastgeberin)
- 1993: Shelley Duvall’s It’s a Bird’s Life (Videogame, als Autorin, Sprecherin und Produzentin)
- 1994: L.A. Law – Staranwälte, Tricks, Prozesse (L.A. Law, Fernsehserie, 1 Folge)
- 1994: Mrs. Piggle-Wiggle (Fernsehserie, als Produzentin und Schauspielerin)
- 1995: Aliens from Breakfast (Fernsehfilm)
- 1995: Die Kehrseite der Medaille (Underneath)
- 1995: Frasier (Fernsehserie, 1 Folge) (Stimme)
- 1996: Portrait of a Lady (The Portrait of a Lady)
- 1996: Horton Foote’s Alone (Fernsehfilm)
- 1997: Adventures of the Book of Virtues (Fernsehserie, 1 Folge) (Stimme)
- 1997: The Player (Fernsehpilot)
- 1997: Aaahh!!! Monster (Fernsehserie, 1 Folge) (Stimme)
- 1997: Shadowzone 2: Voodoo im Klassenzimmer (Shadow Zone: My Teacher Ate My Homework) (Fernsehfilm)
- 1997: Wishbone (Fernsehserie, 1 Folge)
- 1997: Die Fälle der Shirley Holmes (The Adventures of Shirley Holmes, Fernsehserie, 1 Folge)
- 1997: Das Leben geht weiter (Changing Habits)
- 1997: Dämmerung der Eisnymphen – Twilight of the Ice Nymphs (Twilight of the Ice Nymphs)
- 1997: Guy Maddin: Waiting for Twilight (Dokumentarfilm)
- 1997: Spaceman (RocketMan)
- 1998: Talos – Die Mumie (Tale of the Mummy)
- 1998: Verliebt in Sally (Home Fries)
- 1998: Casper trifft Wendy (Casper Meets Wendy, videofilm)
- 1998: Maggie Winters (Fernsehserie, 1 Folge)
- 1999: The 4th Floor – Haus der Angst (The 4th Floor – Haus der Angst) (videofilm)
- 1999: Allein unter Nachbarn (The Hughleys, Fernsehserie, 1 Folge)
- 2000: Dreams in the Attic (unveröffentlicht)
- 2000: Frankenstein lebt (Big Monster on Campus)
- 2000–2001: Große Regisseure (The Directors, Fernsehserie, 2 Folgen)
- 2001: Stanley Kubrick – A Life in Pictures (Dokumentarfilm)
- 2002: Manna from Heaven
- 2016: Dr. Phil (Fernsehserie, 1 Folge)
- 2023: The Forest Hills